# 阿格乡
阿格乡，是中华人民共和国新疆维吾尔自治区阿克苏地区库车市下辖的一个乡镇级行政单位。

## 行政区划
阿格乡下辖以下地区：
艾日克阿热斯村、兰干村、康村、依迪克村、阿格村、卡拉库尔村和东风煤矿社区。